# Bartolomeo Paganelli
Bartolomeo Paganelli (Prignano sulla Secchia, prima metà del XV secolo – Modena, 11 aprile 1493) è stato un umanista italiano.
Allievo del Guarino a Ferrara, maestro di latino e greco a Modena, ha scritto opere in latino (le più note sono la Opus Grammatices, il De Imperio Cupidinis e il De vita quieta) e una raccolta di leggende in volgare;
(Epigrafe sulla tomba di Bartolomeo Paganelli Prignani nel Chiostro delle Canoniche del Duomo di Modena)
Furono suoi allievi Dionigi Tribraco e Francesco Rococciolo.